# (27956) 1997 RC
1997 أر سي (ويعرف أيضًا باسم (27956) 1997 أر سي وفق تسمية الكوكب الصغير) (بالإنجليزية: 1997 RC)‏ هو كويكب ضمن حزام الكويكبات؛ وترتيبه 27956 من حيث الاكتشاف.
اكتُشف هذا الجُرم الفلكي بواسطة Zdeněk Moravec ‏ في 1 سبتمبر 1997.

## وصلات خارجية
- (27956) 1997 RC في قاعدة بيانات مختبر الدفع النفاث لأجرام النظام الشمسي الصغيرة

- الاكتشاف · مخطط المدار ·  العناصر المدارية · المعلمات المادية

- (27956) 1997 RC على موقع ويكي سكاي: DSS2, SDSS, GALEX, IRAS, Hydrogen α, X-Ray, Astrophoto, Sky Map, Articles and images